# مصر للطيران الرحلة 321
مصر للطيران الرحلة 321 هي رحلة طيران اختطفت كعمل إرهابي في 23 أغسطس 1976، وكانت الطائرة من طراز بوينغ 737 ومتوجهة من القاهرة إلى الأقصر، حيث تم اختطافها من قبل 3 إرهابيين، وانتهت عملية الاختطاف بسلام ولم يصب أحد بأذى.